# Annette Salmeen
Annette Elizabeth Salmeen (Estados Unidos, 7 de diciembre de 1974) es una nadadora retirada especialista en estilo libre. Fue olímpica en los Juegos Olímpicos de Atlanta 1996 donde consiguió una medalla de oro en la prueba de 4x200 metros libres tras nadar las series eliminatorias.

## Palmarés internacional
| Juegos Olímpicos | Juegos Olímpicos          | Juegos Olímpicos | Juegos Olímpicos |
| Año              | Lugar                     | Medalla          | Prueba           |
| ---------------- | ------------------------- | ---------------- | ---------------- |
| 1996             | Atlanta ( Estados Unidos) | Medalla de oro   | 4x200 m libres   |